# Xã Walls, Quận Douglas, Missouri
Xã Walls (tiếng Anh: Walls Township) là một xã thuộc quận Douglas, tiểu bang Missouri, Hoa Kỳ. Năm 2010, dân số của xã này là 562 người.